# Futsal Finalissima
La Futsal Finalissima è una competizione quadriennale di calcio a 5 organizzato da UEFA e CONMEBOL, riservato alle migliori selezioni nazionali delle ultime edizioni di UEFA Futsal Championship e Copa América. Il torneo è stato istituito nel 2022.

## Edizioni
| Anno          | Luogo                  | Finale     | Finale            | Finale        | Finale terzo posto | Finale terzo posto | Finale terzo posto |
| Anno          | Luogo                  | Vincitore  | Risultato         | Secondo posto | Terzo posto        | Risultato          | Quarto posto       |
| ------------- | ---------------------- | ---------- | ----------------- | ------------- | ------------------ | ------------------ | ------------------ |
| 2022 Dettagli | Buenos Aires Argentina | Portogallo | 1 – 1 (4 - 2 dtr) | Spagna        | Paraguay           | 3 - 2              | Argentina          |

## Vittorie
| Titoli | Squadra    | Anni |
| ------ | ---------- | ---- |
| 1      | Portogallo | 2022 |

## Statistiche

### Prestazione delle nazionali
| Nazionale  | Vincitrice | Finalista | Terzo posto | Quarto posto | Totale |
| ---------- | ---------- | --------- | ----------- | ------------ | ------ |
| Portogallo | 1 (2022)   |           |             |              | 1      |
| Spagna     |            | 1 (2022)  |             |              | 1      |
| Paraguay   |            |           | 1 (2022)    |              | 1      |
| Argentina  |            |           |             | 1 (2022)     | 1      |

### Partecipanti
| Nazionali  | 2022 | Totale |
| ---------- | ---- | ------ |
| Argentina  | 4°   | 1      |
| Paraguay   | 3°   | 1      |
| Portogallo | 1°   | 1      |
| Spagna     | 2°   | 1      |
| Totale     | 4    | 4      |

Legenda
- 1° – Campioni
- 2° – Finalista
- 3° – Terzo posto
- 4° – Quarto posto
- organizzatore
- – – Non qualificata

### Prestazione delle confederazioni
| Confederation | Vincenti | Seconde |
| ------------- | -------- | ------- |
| CONMEBOL      | 0        | 0       |
| UEFA          | 1        | 1       |